# Генеральный штаб Вооружённых сил Италии (1925—1948)
Генера́льный штаб Вооружённых сил Ита́лии (итал. Stato maggiore generale), также «Кома́ндо Супре́мо» (итал. Comando Supremo delle Forze Armate) — центральный орган военного управления в Вооружённых силах Италии, действовавший с перерывом с июня 1925 по апрель 1948 года, однако до 1941 года большую часть времени не имевший командных полномочий. После реорганизации, проведённой в июне 1941 года, получил реальные полномочия руководства войсками на всех театрах военных действий (ТВД) и стал известен как «Командо Супремо» — Верховное командование Вооружённых сил Италии. Генеральный штаб вооружённых сил фашистского периода завершил свою деятельность после капитуляции Италии перед западными союзниками 8 сентября 1943 года. Новое Верховное командование королевских вооружённых сил, перешедших на сторону антигитлеровской коалиции, воссоздано 18 ноября 1943 года и действовало до конца мая 1945 года. После 31 мая 1945 года Генеральный штаб сократили и превратили в консультативный орган, а 21 апреля 1948 года переименовали в Штаб обороны и передали в подчинение Министерству обороны Италии.

## Предыстория
В монархической Италии конституция государства возлагала командование вооружёнными силами на короля. Осуществление этой функции было связано со значительными проблемами, поэтому после войны 1866 года королевский указ заложил основу для конституционного отделения королевской прерогативы командования от личной ответственности за осуществление этой власти: если глава государства лично не командовал армией, то он должен был поручить это одному из своих генералов. В развитие этой законодательной нормы указом от 10 марта 1912 года управление вооружёнными силами возлагалось на Верховного главнокомандующего. После окончания Первой мировой войны в итальянских политических и военных кругах активно дебатировались проблемы реформирования военной сферы, однако политическая нестабильность и смены правительств в период 1919—1922 годов отодвигали принятие решений в части реформирования армии до прихода Муссолини к власти в октябре 1922 года. Одним из актов нового правительства по установлению нового порядка в армии стало учреждение в 1923 году Центрального штаба (итал. Stato Maggiore Centrale) — предшественника будущего главного штаба сухопутных войск (итал. Stato Maggiore del Regio Esercito) — начавшее процесс реформирования верховного командования.

## История

### 1925—1940 годы
К маю 1925 году Бенито Муссолини единолично управлял итальянскими вооружёнными силами, занимая одновременно посты военного министра, а также министров военно-морских и военно-воздушных сил. В каждом из этих министерств Муссолини обычно назначал профессиональных военных в качестве заместителей министра. Они же одновременно занимали должности начальников главных штабов (ГШ) соответствующих видов вооружённых сил. С целью обеспечения централизации руководства, контроля за организацией вооружённых сил и их подготовкой к войне и обороне национальной территории королевским указом № 866 от 8 июня 1925 года была учреждена должность начальника Генерального штаба вооружённых сил (итал. Capo di Stato Maggiore Generale della Difesa). Замещать её могли маршалы или генералы армии (итал. Maresciallo d'Italia, di Generale dell'Esercito o di Generale d'Armata). Начальником Генерального штаба (генштаб) был назначен Пьетро Бадольо, один из немногих «генералов победы» солидарный с фашизмом. В конце 1925 года Бадольо занял также должность начальника ГШ сухопутных войск, подчинялся непосредственно военному министру и получил широкие координирующие полномочия. Однако, по заключению Говарда Макгоу Смита, полномочия начальника генштаба были слишком большими для «ревнивого темперамента Муссолини». В феврале 1927 года должности начальника генштаба и ГШ сухопутных войск были разделены. Начальник генштаба стал советником главы правительства Муссолини с функцией координации военной организации под его непосредственным контролем. Бадольо поручалось составлять только общие планы, в то время как подробные планы операций относились к компетенции начальников ГШ видов вооружённых сил. Весь аппарат начальника генштаба составляла небольшая канцелярия (итал. Ufficio del Capo di Stato Maggiore Generale), состоявшая из руководителя в звании полковника генерального штаба, а также шести офицеров, по два от каждого из трёх видов вооружённых сил.
Обязанности Бадольо были необременительными, что позволило ему одновременно замещать с 1929 года должность начальника генштаба и должность губернатора Ливии. Указом от 15 мая 1939 года была принята ещё одна реорганизация генштаба. Начальник Генерального штаба был подчинен непосредственно председателю правительства с функциями советника по вопросам координации государственной оборонительной системы и итальянских заморских владений, а также по проектам, касающимся возможных военных операций. Он должен был представлять ему общие наброски по проблемам военного планирования, а тот адресовал их начальникам главных штабов сухопутных войск, военно-морских сил (ВМС) и военно-воздушных сил (ВВС). Вместе с тем начальники этих штабов сохраняли за собой реальную власть, в то время как начгенштаба общался с ними лишь косвенно. Начгенштаба не имел ни оперативного, ни разведывательного отдела, а его штат по прежнему ограничивался семью сотрудниками. Служба военной разведки (SIM) оставалась в подчинении военного министра, а начальник Генерального штаба получал ту информацию, которую начальники главных штабов видов вооружённых сил сочли нужным ему передать. Начгенштаба направлял свои предложения в отношении скоординированных планов начальникам главных штабов сначала через главу правительства, а затем через соответствующие министерства. Такая организация работы начгенштаба функционировала до конца 1940 года.
В начале Второй мировой войны маршал Бадольо не имел командной власти, а его престиж использовался Муссолини в собственных имиджевых целях. Муссолини был свободен в выборе принять или отвергнуть советы или предложения своего начгенштаба, а проведением военных операций занимались начальники главных штабов армии, ВМС и ВВС, получавшие приказы напрямую от Муссолини. По многим решающим вопросам Муссолини консультировался только с заместителем начальника Генерального штаба (итал. Sotto capo di Stato Maggiore Generale) генералом Убальдо Содду. Дуче мог, не советуясь с Бадольо, отдавать приказы непосредственно начальнику ГШ сухопутных войск маршалу Родольфо Грациани, начальнику ГШ ВВС генералу Франческо Приколо и начальнику ГШ ВМС адмиралу Доменико Каваньяри. Командование вооружёнными силами осуществляли все вышеперечисленные лица, кроме начальника Генерального штаба.
29 мая 1940 года король Виктор Эммануил III передал свои полномочия командования вооружёнными силами страны Муссолини. 11 июня король издал декларацию войскам, которой делегировал полномочия командования Муссолини как «Верховному главнокомандующему вооружёнными силами». Королевским указом № 1550 от 18 октября 1940 года был создан Генеральный штаб. Однако к этому времени итальянские войска уже терпели неудачи в ходе греческой кампании, ответственность за которые Муссолини возложил на военных. В ответ Бадольо отверг обвинения 11 ноября 1940 года на Большом фашистском совете. Как следствие, Бадольо сделали «козлом отпущения» и 6 декабря ему официально объявили об увольнении с поста начальника Генерального штаба.
Новым начальником генштаба назначили генерала армии Уго Кавальеро. С декабря 1940 года по май 1941 года он непосредственно руководил греческой кампанией, командуя двумя итальянскими армиями. В это время делами Генерального штаба в значительной степени занимался генерал Альфредо Гуццони, сменивший 29 ноября генерала Содду на двух постах: заместителя военного министра и заместителя начальника генштаба.

### 1941—1945 годы
Увольнение Бадольо и поражения в Албании и Северной Африке вызвали в Италии шок и привели к реформам, сделавшим Генеральный штаб высшим командным органом итальянских вооружённых сил. По возвращении из Греции в Италию Кавальеро не стал мириться с ролью начальника, лишённого эффективной власти, и представил Муссолини 15 мая 1941 года меморандум, а через четыре дня — проект полной реорганизации Генерального штаба, принятый указом № 661 от 26 июня (по другим данным 27 июня) 1941 года. Начальнику Генерального штаба были напрямую подчинены начальники главных штабов трёх видов вооружённых сил, а сам генштаб быстро расширили и преобразовали в важнейший орган военного управления. После этого он стал известен как Верховное командование вооружёнными силами Италии — «Командо Супремо». В структуре генштаба был создан оперативный отдел, координирующий деятельность всех видов вооружённых сил. «Командо Супремо» также взяло на себя управление военной разведкой СИМ. С учётом практиковавшегося ранее обращения Муссолини в обход Бадольо непосредственно к заместителю начальника генштаба, эта должность была упразднена.
Начальник Генерального штаба Кавальеро стал главным военным советником Верховного главнокомандующего Муссолини и прекратил его вмешательство в командование армии. Теперь Муссолини осуществлял командование через начальника генштаба. Кавальеро также сопровождал Муссолини во время его встреч с Гитлером. «Командо Супремо» отдавало приказы непосредственно четырём начальникам штабов: сухопутных войск (итал. Stato Maggiore Regio Esercito, SMRE, также известный как Superesercito), ВМС (итал. Supermarina); ВВС (итал. Superaeronautica) и фашистской милиции. Кроме того, «Командо Супремо» непосредственно руководило итальянскими армиями, действовавшими против СССР (8-я армия), в Африке, в Греции, на Додеканесе, в Албании, Черногории, Хорватии и Далмации. Однако Муссолини никогда не считал свою должность командующего Вооружёнными силами Италии почётной должностью. Он исключил Кавальеро из своих встреч с командующими военно-морскими силами и авиацией, а также представителями вермахта в Риме. Вместе с тем, как писал историк Смит, после поражений в Албании, Греции и Африке, Муссолини постепенно понял, что должен действовать через штабных профессионалов и те в период 1942—1943 годов приобретали всё большее влияние на дуче. Он выслушивал «неприятные доклады и принимал неприятные советы». Муссолини были особенно нужны итальянские профессионалы, чтобы противостоять растущему господству немецкого Верховного командования вермахта над «Командо Супремо», поскольку затмение его собственной славы славой Гитлера было более оскорбительным и горьким, чем перспектива позволить «Командо Супремо» руководить участием Италии в войне.
Кавальеро переориентировал «Командо Супремо» на координацию воздушных, морских и наземных операций в Средиземноморье, направленных на завоевание Ближнего Востока. Однако военные неудачи 1940—1941 годов сделали Италию зависимой от поддержки Германии. Планирование операций «Командо Супремо» подчинялось немецкой стратегии, хотя силы вермахта на Средиземноморском ТВД, включая войска Роммеля, официально находились под контролем «Командо Супремо». Участие Италии в нападении Германии на Советский Союз повлекло за собой разделение её войск между Ливией и Восточным фронтом. Сперва «Командо Супремо» направило в июле 1941 года для участия в немецко-советской войне три дивизии. В 1942 году этот контингент дополнили ещё семь дивизий. Во время сражения при Эль-Аламейне в Египте воевали восемь недоукомплектованных дивизий, однако под Сталинградом — десять хорошо оснащённых дивизий.
Подчинение Кавальеро немецкому верховному командованию и интеграция «Командо Супремо» с немецким командованием в Средиземноморье привели не к военному успеху Италии, а к катастрофе. Покровительственное господство немцев озлобило итальянский офицерский корпус. Против Кавальеро восстал даже бывший его сторонник граф Чиано. После падения Триполи в результате поражения итальянско-немецких войск во втором сражении при Эль-Аламейне Муссолини заменил 1 февраля 1943 года начгенштаба Кавальеро генералом Амброзио, пользовавшимся большим уважением среди итальянского офицерства.
При новом начальнике Генштаба сохранились прежние принципы управления вооружёнными силами и базовая структура «Командо Супремо». Муссолини, как главнокомандующий, осуществлял свои функции через Амброзио, которому подчинялись все начальники главных штабов вооружённых сил. Амброзио продолжил практику Кавальеро в распределении функций управления сухопутными войсками. Так, «Командо Супремо» осуществляло непосредственное управление силами на всех театрах военных действий: в Ливии, Албании, Греции, Эгейских островах, Словении и Далмации, а также над 8-й армией на Восточном фронте. Главный штаб сухопутных войск (ГШ СВ) командовал войсками в Италии и Южной Франции: 4-й армией (Южная Франция) и группой армий «Юг», в которую входили 5-я армия (Центральная Италия), 6-я армия (Сицилия) и 7-я армия (Южная Италия). Однако после капитуляции итальянско-немецких войск в Тунисе африканский ТВД перестал быть активным. К июню 1943 года последние части 8-й армии вернулись с Восточного фронта в Италию. С весны 1943 года подготовка к отражению нападения западных союзников на Сардинии и Сицилии была передана ГШ СВ. В связи с этим, после высадки западных союзников на Сицилии, ГШ СВ продолжил непосредственное руководство операциями 6-й армии. Таким образом, теперь и «Командо Супремо» и главный штаб сухопутных войск командовали определёнными театрами военных действий. «Командо Супремо» — 8-й армией, ГШ СВ — группой армий «Юг». Соответственно разделялись и функции по управлению оккупационными войсками. За «Командо Супремо» сохранялось управление силами на Балканах, а за ГШ СВ — в Южной Франции.
Понимая растущую угрозу поражения, Амброзио убеждал Муссолини выйти из войны, а после высадки десанта западных союзников на Сицилии в июле 1943 года, когда Муссолини «продолжал сопротивляться таким мольбам», «Командо Супремо» выполнило 25 июля 1943 года приказ короля Виктора Эммануила свергнуть Муссолини.
После объявления капитуляции Италии 8 сентября 1943 года члены итальянского высшего командования (Амброзио, Роатта, де Куртен и Сандалли) поспешно покинули Рим рано утром 9 сентября вслед за королём и Бадольо и перебрались в Бриндизи, где началась работа по восстановлению вооружённых сил, потерпевших крах 8—11 сентября в результате вторжения вермахта в ходе операции «Ось». Воссозданное «Командо Супремо» возглавил 18 ноября 1943 года маршал Джованни Мессе, управлявший небольшими итальянскими вооружёнными силами до увольнения с должности 1 мая 1945 года.

### 1945—1948
2 мая 1945 года начальником генштаба стал генерал армии Клаудио Треццани. После завершения Второй мировой войны обязанности и структуру Генерального штаба сократили до консультативных функций указом № 346 от 31 мая 1945 года. Генштаб теперь подчинялся премьер-министру, мог переписываться через соответствующих министров с начальниками штабов отдельных вооружённых сил, однако те не зависели от него напрямую, а сохраняли лишь обязанность информировать его по совместным делам. Указом № 995 от 21 апреля 1948 года должность начальника Генерального штаба изменили на начальника Штаба обороны (итал. Capo di Stato Maggiore della Difesa) и вместо Генерального штаба образовали управление, получившее название Штаб обороны (итал. Stato maggiore della difesa), организованное в отделы и отделения и подчинённое Министерству обороны Италии.

## Структура «Командо Супремо» 1941—1943
«Командо Супремо» состояло из трёх крупных департаментов (подразделений) и трёх координационных отделов. Аппарат начальника Генерального штаба составлял его секретарь и «прикреплённый генерал» (итал. generale addetto). Первый департамент включал в себя оперативный отдел (итал. Ufficio operazioni), отдел, ведающий боевой подготовкой и организационно-мобилизационными вопросами (итал. Ufficio ordinamento e addestramento), ситуационный отдел (итал. Ufficio situazione) и отдел прессы и пропаганды (итал. Ufficio stampa e propaganda). Второй департамент объединял отдел тылового обеспечения (итал. Ufficio servizi), отдел ГСМ и транспорта (итал. Ufficio carburanti e transporti) и отдел военного потенциала (итал. Ufficio potenziale bellico). В состав третьего департамента входили канцелярия секретаря Генерального штаба (итал. Ufficio segretaria di Stato maggiore), отдел личного состава (итал. Ufficio personale), отдел по общим вопросам (итал. Ufficio affari generali: статистика, военное право, пленные (итал. prigionieri)), шифровальный отдел (итал. Ufficio cifra) и комендатура штаба (итал. Quartier generale). Тремя другими координационными подразделениями «Командо Супремо» были Служба военной разведки, отдел военной экономики (итал. Ufficio economia di guerra) и отдел связи (итал. Ufficio comunicazioni). Базовая структура «Командо Супремо», разработанная при Кавальеро, сохранялась и при Амброзио.

## Начальники Генерального штаба
| Начальник и его звание          | Начало командования | Окончание командования | Примечания                                                                        |
| ------------------------------- | ------------------- | ---------------------- | --------------------------------------------------------------------------------- |
| Маршал Италии Пьетро Бадольо    | 8 июня 1925 года    | 6 декабря 1940 года    |                                                                                   |
| Маршал Италии Уго Кавальеро     | 6 декабря 1940 года | 31 января 1943 года    | Покончил жизнь самоубийством 14 сентября 1943                                     |
| Генерал армии Витторио Амброзио | 1 февраля 1943 года | ноябрь 1943 года       | 9 сентября — ноябрь 1943 года был также военным министром в правительстве Бадольо |
| Маршал Италии Джованни Мессе    | 18 ноября 1943 года | 1 мая 1945 года        |                                                                                   |
| Генерал армии Клаудио Треццани  | 2 мая 1945 года     | 21 апреля 1948 года    |                                                                                   |